# Ворбертон
Ворбертон (англ. Warburton River, Warburton Creek) — річка в Австралії, частина басейну озера Ейр.

## Опис
Річка Ворбертон бере початок в Лагуні Гойдера, в яку вливаються води річок Джорджина (Ейр) та Даямантіна, відповідно, правої та лівої складових річки. Далі річка, що після цього являє собою прісноводний потік, проходить через кілька постійних і пересихаючих водойм, протікає на південний захід по пустелях півночі штату Південна Австралія, вбираючи під час сезону дощів води з кількох приток — Ворбертон-Крік, Макумба, Єлпаваралінна і Дервент-Крік, і впадає у північно-східну частину озера Ейр.